# Hưng Lợi (thị trấn)
Hưng Lợi là một thị trấn thuộc huyện Thạnh Trị, tỉnh Sóc Trăng, Việt Nam.

## Địa lý
Thị trấn Hưng Lợi nằm ở phía tây huyện Thạnh Trị, có vị trí địa lý:
- Phía đông giáp thị trấn Phú Lộc
- Phía tây giáp xã Châu Hưng
- Phía nam giáp xã Châu Hưng và tỉnh Bạc Liêu
- Phía bắc giáp xã Thạnh Trị và xã Vĩnh Thành.

Thị trấn Hưng Lợi có diện tích 19,44 km², dân số năm 2022 là 16.111 người, mật độ dân số đạt 828 người/km².

## Hành chính
Thị trấn Hưng Lợi được chia thành 8 ấp: 8, 9, Bào Cát, Chợ Cũ, Chợ Mới, Giồng Chùa, Kinh Ngay 1, Xóm Tro 1.

## Lịch sử
Ngày 23 tháng 12 năm 2009, Chính phủ ban hành Nghị quyết số 64/NQ-CP về việc thành lập thị trấn Hưng Lợi trên cơ sở 1.947,19 ha diện tích tự nhiên và 11.901 người của xã Châu Hưng.